# Fútbol en los Juegos Olímpicos de Atenas 1896

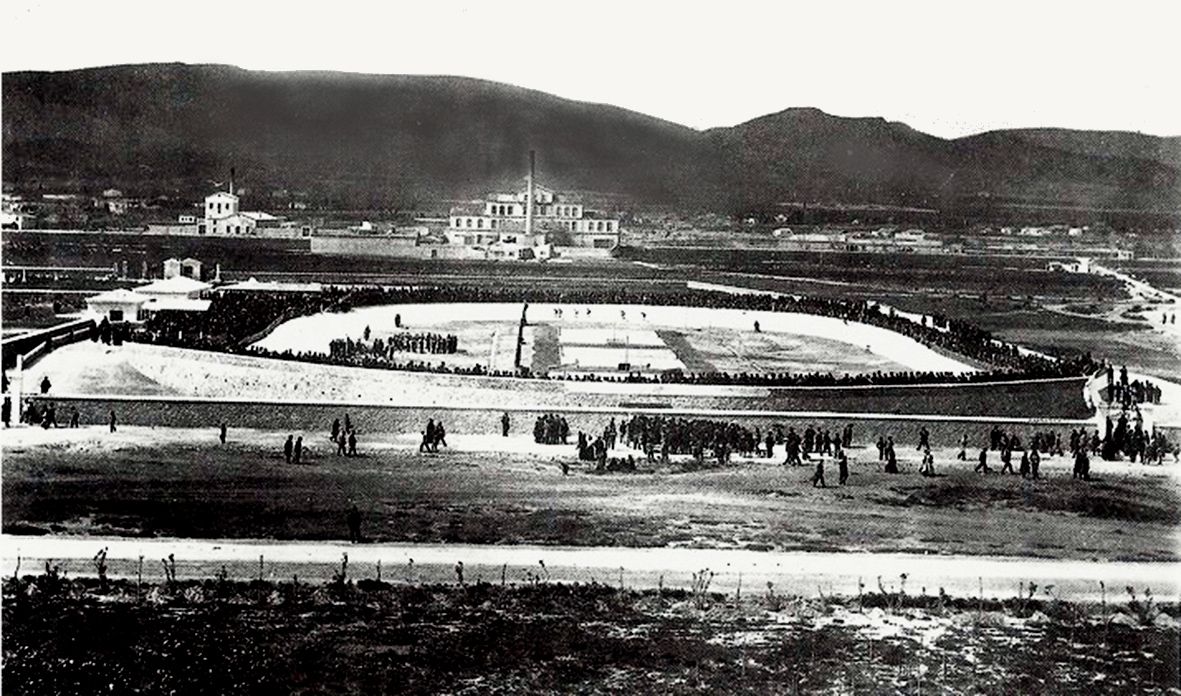
El 'Podilatodromio' de Atenas, sede del torneo, visto en 1896.

En los Juegos Olímpicos de Atenas 1896, el 12 de abril se celebró un evento de fútbol no oficial entre dos equipos representativos de Grecia y Dinamarca en el Podilatodromio. El COI no reconoce la existencia de un torneo de fútbol oficial en los Juegos Olímpicos de Atenas 1896 y la mayoría de las obras dedicadas a los Juegos Olímpicos de Atenas 1896 no mencionan realmente una competición de fútbol; sin embargo, hay evidencia incontrovertible de que el partido mencionado se jugó como parte del programa (no oficial), o como un "deporte de exhibición" durante los Juegos Olímpicos de Atenas 1896.
La razón por la que este partido fue más o menos ignorado fue por recomendación del Príncipe Heredero Constantino, el presidente del Comité Organizador Olímpico de 1896, quien dijo públicamente que los deportes que no formaban parte del programa olímpico oficial no debían ser mencionados, y por lo tanto, debido a su clasificación no oficial, el partido de fútbol estaba prohibido ser reportado en ninguna parte, ni por la prensa local o nacional. Como resultado, el marcador final del partido sigue siendo incierto, ya que varias fuentes están de acuerdo en que fue una victoria por 9 a 0 o por 15 a 0 para los daneses, quienes más tarde recibieron medallas de bronce por parte del comité organizador local. Sorprendentemente, fue el hermano menor del príncipe Constantino, Jorge, príncipe de Grecia y Dinamarca, quien arbitró el partido de fútbol.

## Antecedentes
La organización de un torneo de fútbol en los Juegos de Atenas 1896 se planteó directamente durante la primera reunión del COI celebrada en noviembre de 1894, lo que significa que originalmente se planeó que se celebrara un torneo olímpico de fútbol en los Juegos. A principios de 1896, el Comité Organizador Olímpico Griego había sido informado de que cuatro equipos de fútbol extranjeros estaban interesados en enviar un equipo, y por lo tanto, el 17 de marzo, se decidió incluir el fútbol en el programa oficial de los Juegos Olímpicos de Atenas 1896. Sin embargo, ninguno de los cuatro clubes se presentó en Atenas y, por lo tanto, a pesar de los preparativos griegos para un torneo de fútbol, finalmente se decidió eliminar el fútbol del programa olímpico oficial debido al pequeño número de participantes el 28 de marzo, en una reunión del comité organizador griego.
La fecha límite para que las federaciones y los clubes se inscribieran era seis días después (3 de abril). Para ese día, el secretario general sólo había recibido listas de nombres de Grecia y Dinamarca. Por lo tanto, el fútbol (como el boxeo, el críquet, el turf, el remo y la vela) sólo formaban parte extraoficialmente del programa olímpico de Atenas 1896.

## Equipos
El equipo griego estuvo representado por el Club Deportivo Athinaikos Athlitikos Syllogos (uno de los pioneros del fútbol griego), que también representó a Grecia en las Competiciones de Ciclismo en Pista (Podilatikos Syllogos Athinon) que también se llevaron a cabo en el Velódromo de Nuevo Fáliro. El equipo de Dinamarca, sin embargo, fue mucho más difícil de armar. El Københavns Roklub (KR) tenía un buen equipo de fútbol en la década de 1890, por lo que recibieron una invitación del fundador de los Juegos Olímpicos modernos, Pierre de Coubertin, para participar en los Juegos Olímpicos de Atrenas 1896, pero al parecer, sólo enviaron a dos jugadores para representarlos, Eugen Schmidt y Holger Nielsen, quienes llenaron el resto del equipo con daneses que vivían en Atenas o que simplemente estaban allí en ese momento por motivos de trabajo, como marineros y hombres de negocios, junto con algunos miembros de Østerbros Boldklub (ØB). KR y ØB habían estado entre los miembros fundadores de la Danmarks Idrætsforbund (DIF, Confederación Danesa de Deportes), fundada el 14 de febrero de 1896, que seleccionó el equipo enviado a Atenas 1896. Los jugadores del ØB que fueron enviados a Atenas fueron reemplazados por los que habían abandonado el Boldklubben Frem, aparentemente por razones económicas.
El escritor checo Jiří Guth-Jarkovský, que fue uno de los miembros fundadores del COI en 1894 y estuvo en Atenas 1896 como miembro del COI, informó en 1896 que Dinamarca tenía 12 participantes en los Juegos Olímpicos, lo que explica cómo Dinamarca podía presentar un equipo de fútbol completo. Informes posteriores afirman que Dinamarca sólo tuvo 3 participantes, pero los 9 participantes adicionales probablemente sólo formaron parte del partido de fútbol no oficial y, por lo tanto, nunca fueron incluidos en las fuentes oficiales.
Tanto Schmidt como Nielsen compitieron en otros eventos en los Juegos Olímpicos de Atenas 1896, con Schmidt compitiendo tanto en los 100 metros lisos como en el evento de tiro con rifle militar, aunque no logró ninguna hazaña notable. Nielsen compitió en esgrima, armas de fuego y disco.

## Sede
Todos los partidos se celebraron en el "Velódromo de Nuevo Fáliro" (o "Podilatodromio"), originalmente un velódromo y estadio deportivo en el distrito de Nuevo Fáliro de El Pireo. Este lugar también se utilizó para los eventos de ciclismo en pista en los Juegos Olímpicos de Atenas 1896.
El partido atrajo a un número importante de espectadores en ese momento, más de 6000 personas asistieron al velódromo.

## Partido
| Partido de exhibición; 12 de abril de 1896 | Grecia | 0:9 o 0:15 | Dinamarca | Velódromo de Nuevo Fáliro, Atenas                                                       |                                                                                         |
| 15:40                                      |        | Reporte    |           | Asistencia: 6000 espectadores Árbitro(s): Príncipe Jorge de Grecia y Dinamarca (Grecia) | Asistencia: 6000 espectadores Árbitro(s): Príncipe Jorge de Grecia y Dinamarca (Grecia) |

| GRECIA: |                          |
| 1       | Pavlos Kountouriotis     |
| 2       | Kavalieratos Anninos     |
| 3       | Konstantinos Zervoudakis |
| 4       | Dimitrios Petrokókkinos  |
| 5       | Georgios Karamanos       |
| 6       | Stavros Antoniadis       |
| 7       | Spyridon Angonakis       |
| 8       | P. Gasparis              |
| 9       | Epamaindos Harilaos      |
| 10      | Stamatios Nikolópulos    |
| 11      | Eleftherios Psaroudas    |

| DINAMARCA:                 |
| Eugen Schmidt              |
| Holger Nielsen             |
| y 9 jugadores desconocidos |

## Posiciones
| Posición | Equipo    | País            | Resultados | Resultados | Resultados  | Goles   | Goles     |
| Posición | Equipo    | País            | Victorias  | Derrotas   | Porcentajes | A favor | En contra |
| -------- | --------- | --------------- | ---------- | ---------- | ----------- | ------- | --------- |
| 1        | Dinamarca | Dinamarca (DEN) | 1          | 0          | 100%        | 9 o 15  | 0         |
| 2        | Grecia    | Grecia (GRE)    | 0          | 1          | 0%          | 0       | 9 o 15    |

## Controversias y pruebas

### Controversias
En el 2017, los historiadores olímpicos Volker Kluge y Bill Mallon publicaron los resultados de una investigación sobre un posible partido de fútbol en los Juegos Olímpicos de Atenas 1896. Citan un libro (publicado en 1998) sobre los Juegos Olímpicos de Atenas 1896 escrito por el propio Bill Mallon y Ture Widlund. En el libro, concluyeron que;
"El fútbol a veces aparece como disputado en 1896 como un deporte de exhibición o deporte de demostración en los Juegos Olímpicos, aunque tal designación no existía en el momento de los Juegos Olímpicos de 1896. Supuestamente, se llevó a cabo un partido entre un club griego y un club danés. Ninguna fuente de 1896 apoya esto y creemos que lo más probable es que se trate de un error que se ha perpetrado en múltiples textos. No se produjo tal coincidencia".
La teoría que Mallon y Kluge proponen es que el partido entre Dinamarca y Atenas en los Juegos Intercalados de 1906 ha sido, a lo largo de la historia, erróneamente reportado como ocurrido en los Juegos Olímpicos de Atenas 1896. De hecho, una fuente dicta que el partido de 1896 fue disputado por un once de Atenas y un once de Esmirna, pero este partido en realidad tuvo lugar en los Juegos Intercalados y se alega que es un error que ha persistido a lo largo del tiempo.

### Pruebas
Los historiadores olímpicos Erik Bergvall, Fritz Wasner, Herbert Sander y Peder Christian Andersen están de acuerdo en que el fútbol se jugó en los Juegos Olímpicos de Atenas 1896, y que no puede haber duda de una confusión entre los torneos de fútbol jugados en 1896 y 1906.
En 1970, un viejo futbolista griego Malonis Isaias, quien también jugó en los Juegos Interaliados de 1919, concedió una entrevista sobre los inicios del fútbol griego, en la que afirmó que el fútbol se jugó en los Juegos Olímpicos de Atenas 1896.
Lo más probable es que la información sobre el partido provenga principalmente de uno de los fundadores del COI, Aleksei Butovsky (1838-1917), quien fue testigo del partido en 1896. Según él, el marcador fue de 0 a 9.
El número 155 de FIFA News de abril de 1976 enumera a Dinamarca como la primera campeona olímpica. Más tarde ese mismo año, en julio, la FIFA celebró su 40.º congreso, que reconoció oficialmente los Juegos Olímpicos de Atenas 1896 como el primer torneo olímpico de fútbol.

## Lectura adicional
- Young, David C. (1996). The Modern Olympics, A Struggle for Revival. Baltimore and Londres: The Johns Hopkins University Press. ISBN 978-0-8018-5374-6.